# Algorithmica
Algorithmica est une revue mensuelle d'informatique théorique, publiée par Springer. Elle aborde à la fois les aspects théoriques de l'algorithmique et des aspects plus expérimentaux. En 2013, l'éditeur-en-chef est Ming-Yang Kao.
Les sujets couverts comprennent tri, fouille, structures de données, géométrie algorithmique, programmation linéaire, VLSI, programmation distribuée, calcul parallèle, conception assistée par ordinateur, robotique, infographie, conception de bases de données et outils logiciels.

## Numérosspéciaux
En 1998, Algorithmica a publié un numéro spécial en l'honneur de Philippe Flajolet.

## Résumés et indexation
La revue est indexée par les bases usuelles de Springer, et aussi par :
- ACM Computing Reviews
- ACM Digital Library
- Current Contents / Engineering, Computing, and Technology
- DBLP
- International Abstracts in Operations Research
- Mathematical Reviews
- Science Citation Index
- Scopus
- Zentralblatt MATH

## Article lié
- Liste de revues d'informatique